# Welttierschutztag

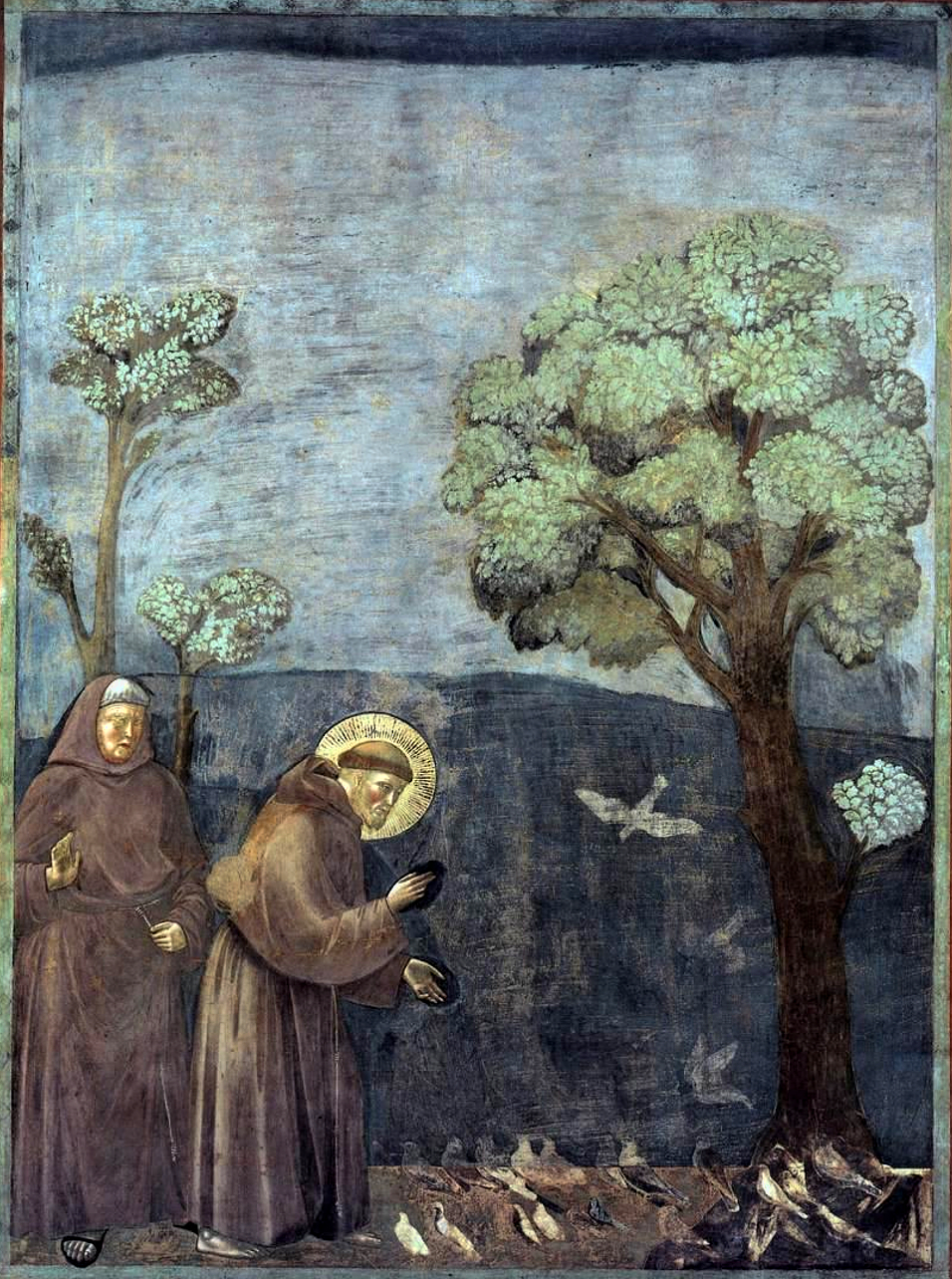
Franziskus predigt zu den Vögeln (Darstellung einer Legende aus den Fioretti von Giotto di Bondone, um 1295)

Der Welttierschutztag ist ein internationaler Aktionstag für den Tierschutz, der am 4. Oktober begangen wird.

## Geschichte
Der Welttierschutztag geht auf eine Forderung des Schriftstellers Heinrich Zimmermann im Jahr 1924 zurück. Die erste Veranstaltung fand daraufhin am 4. Oktober 1925 im Berliner Sportpalast statt.
Vom 12. bis 17. Mai 1929 war Wien zum dritten Mal Austragungsort des Internationalen Tierschutzkongresses, an dem Vertreter von 152 Tierschutzvereinen aus 32 Ländern teilnahmen. Der Kongress verabschiedete einen 23-Punkte-Forderungskatalog. Punkt 23 sah die Einführung eines „Tierschutztages“ vor.
Am 8. Mai 1931 war es dann so weit. Beim Internationalen Tierschutzkongress von Florenz wurde für den 4. Oktober der erste internationale „Welttierschutztag“ proklamiert.
An diesem Tag gedenkt man des Heiligen Franz von Assisi, der am Abend des 3. Oktober 1226 gestorben ist (nach damaligem römisch-antikem Verständnis zählte die Zeit nach Sonnenuntergang bereits zum darauffolgenden Tag, also zum 4. Oktober; dieser ist auch einer der Namenstage von Franz bzw. Franziskus) und der als Gründer des Franziskanerordens unter anderem wegen seiner Tierpredigten berühmt und volkstümlich wurde.